# Philydrum lanuginosum
Philydrum lanuginosum är en enhjärtbladig växtart som beskrevs av Joseph Banks, Daniel Carl Solander och Joseph Gaertner. Philydrum lanuginosum ingår i släktet Philydrum och familjen Philydraceae. Inga underarter finns listade.

## Bildgalleri

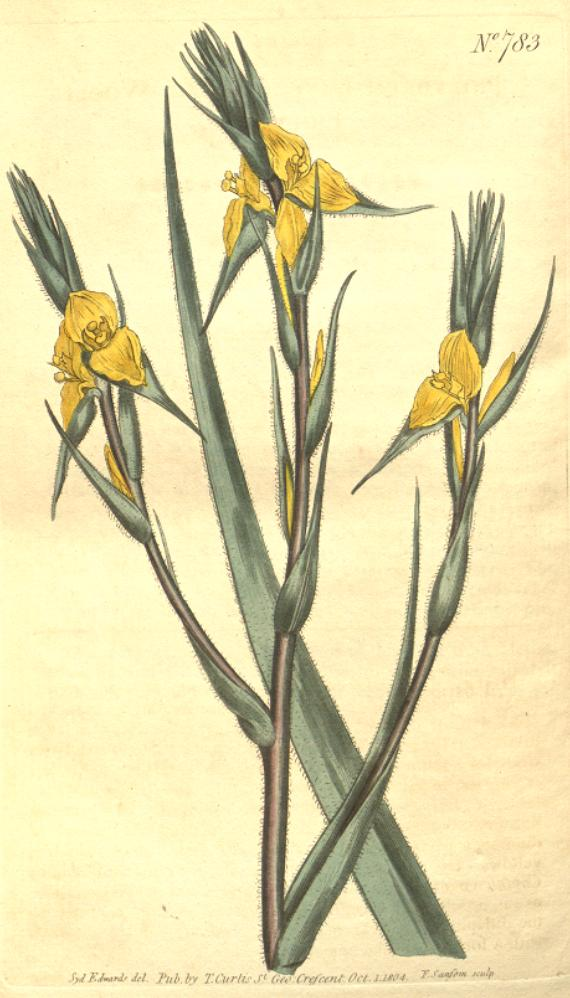
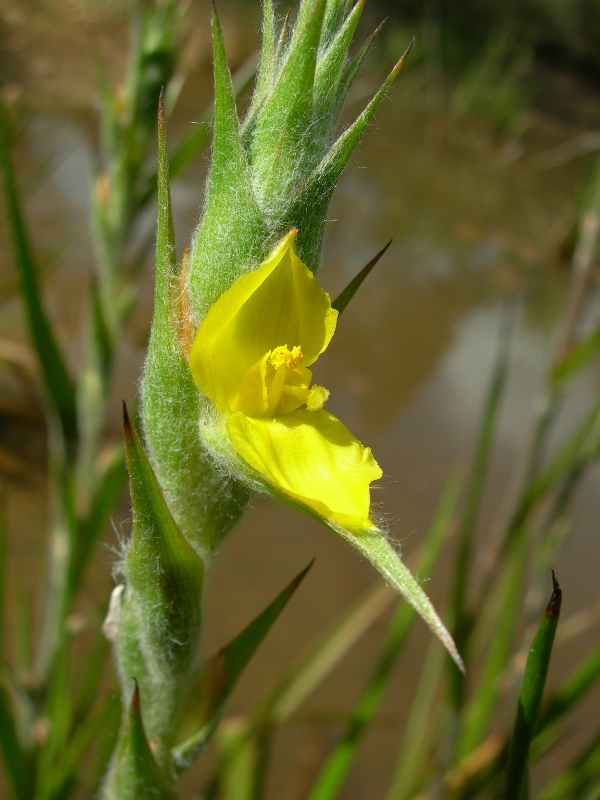
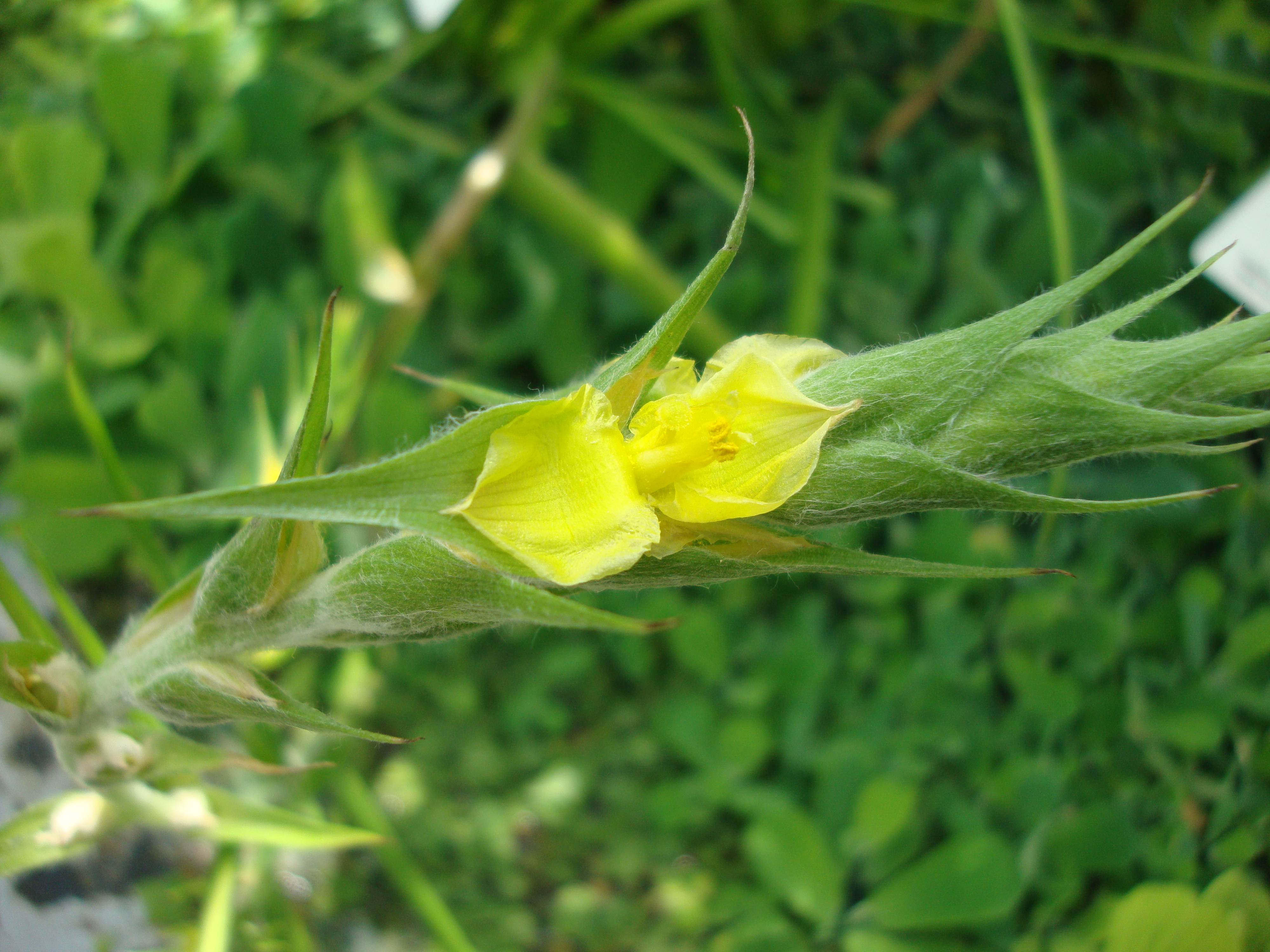